# Bolszowskije Wysiełki
Bolszowskije Wysiełki (ros. Большовские Выселки) – wieś (ros. деревня, trb. dieriewnia) w zachodniej Rosji, w sielsowiecie wierchnieczesnoczeńskim rejonu wołowskiego w obwodzie lipieckim.

## Geografia
Miejscowość położona jest w dorzeczu rzeki Ołym, 5 km od centrum administracyjnego sielsowietu wierchnieczesnoczeńskiego (Niżnieje Czesnocznoje), 12 km od centrum administracyjnego rejonu (Wołowo), 134 km od stolicy obwodu (Lipieck).
W granicach miejscowości znajdują się ulice: Ługowaja, Stiepnaja.

## Demografia
W 2012 r. miejscowość zamieszkiwało 39 osób.